# Кикнадзе, Георгий (футболист)
Гео́ргий Кикна́дзе (груз. გიორგი კიკნაძე; 26 апреля 1976, Тбилиси, Грузинская ССР) — грузинский футболист и тренер. В составе «Динамо» (Тбилиси) — пятикратный чемпион Грузии (1994—1997). Он также выступал за турецкий «Самсунспор» и немецкий «Фрайбург», но в обоих клубах не смог пробиться в основной состав. В 2003 году Кикнадзе вернулся в Грузию. Он завершил карьеру в 2006 году. В 2007—2010 годах — главный тренер «Локомотива» (Тбилиси).
Племянник — Леван Кения.